# CFSK-DT
CFSK-DT (mieux connu sous le nom de Global Saskatoon) est une station de télévision saskatchewanaise de langue anglaise basée à Saskatoon appartenant à Corus Entertainment et fait partie du réseau Global.

## Histoire
En septembre 1985, SaskWest Television obtient deux licences pour de nouvelles stations à Regina et Saskatoon. Harvard Developments Limited et Allarcom Limited proposaient de relayer le signal de CITV Edmonton à Saskatoon en ajoutant des émissions locales et en substituant les publicités, et distribuer le signal dans la province par câble. Harvard et Allarcom interjetaient appel de la décision auprès de la Cour d'appel fédérale, le cabinet fédéral a retourné la décision au CRTC pour fins de nouvel examen. Le CRTC ré-approuve la demande le 17 avril 1986.
CFSK est entré en ondes le 6 septembre 1987 par Canwest. Elle était identifiée, avec CFRE Regina, sous le nom de STV (pour Saskatchewan Television) jusqu'à leur intégration au réseau Global en 1990.
Depuis le 1er avril 2016, Shaw Media appartient désormais à Corus Entertainment.

## Télévision numérique terrestre et haute définition
| Chaîne | Format | Aspect | Programmation                             |
| ------ | ------ | ------ | ----------------------------------------- |
| 4.1    | 1080i  | 16:9   | Programmation principale CFSK / Global HD |

CFSK-DT a commencé à diffuser en mode numérique et en haute définition au canal 42 le 15 avril 2011, via le canal virtuel 4.1. CFSK a mis fin à la diffusion en mode analogique le 31 août 2011.